# ProA 2008/09
Die Saison 2008/09 ist die zweite Spielzeit der deutschen Basketball-Spielklasse ProA. Die ProA ist die erste Staffel der hierarchisch strukturierten 2. Basketball-Bundesliga. Die Hauptrunde begann am 3. Oktober 2008 und endete am 25. April 2009.

## Modus
An der Liga nahmen 16 Mannschaften teil. Die beiden bestplatzierten Teams erwarben das sportliche Teilnahmerecht an der Basketball-Bundesliga (BBL). Die beiden schlechtesten Teams stiegen in die untere Staffel ProB der zweiten Liga ab.

### Anforderungen
Die teilnehmenden Mannschaften mussten einen Mindestetat von 200.000,- € nachweisen und eine Spielstätte mit einer Kapazität für 1.000 Zuschauern vorweisen. Eine Erhöhung zur Saison 2009/2010 wurde zuvor bereits beschlossen.
Während des Spieles musste pro Mannschaft immer ein deutscher Spieler auf dem Spielfeld stehen, die deutschen Spieler waren mit einer deutschen Flagge auf den Trikots gekennzeichnet.
Es konnten maximal 18 Spieler je Saison und Mannschaft eingesetzt werden. Davon mussten mindestens neun die deutsche Staatsangehörigkeit besitzen. Von den maximal zwölf je Spiel einsetzbaren Spielern mussten mindestens sechs Deutsche sein. Es gab Doppellizenzen für Spieler der Altersklasse U24 mit der Bundesliga und für U22-Spieler aus den Regionalligen (und darunter). Diese Spieler zählen nicht zu den höchstens 18 einsetzbaren Spielern, wohl aber zur nationalen Quote (sofern sie deutsch sind).

## Saisonnotizen
- Die Kaiserslautern Braves trugen ihre Heimspiele ab dieser Saison im benachbarten Homburg aus.
- Da die Düsseldorf Magics durch den Umzug der Bayer Giants Leverkusen nach Düsseldorf auf ihre Zweitligalizenz verzichteten, wurde die Lizenz an den FC Bayern München weitergegeben, welcher direkt aus der Regionalliga in die ProA aufstieg.[3]
- Die SOBA Dragons Rhöndorf verzichteten zugunsten ihres Nachwuchsförderungskonzept auf die Teilnahme in der ProA, und werden in der Saison 2008/09 in der ProB spielen. Dadurch konnte der BV Chemnitz 99, der die vorangegangene Saison auf einem Abstiegsplatz beendet hatte, in der ProA verbleiben.
- Durch den Aufstiegsverzicht der Cuxhaven BasCats gab es nur einen Absteiger aus der Bundesliga, Science City Jena.
- Die beiden Aufsteiger aus der ProB waren: Kirchheim Knights und ETB Wohnbau Baskets Essen.

## Saisonbestmarken
|                 | Wert | Spieler                        |
| --------------- | ---- | ------------------------------ |
| Punkte          | 41   | Brandon Watkins (Cuxhaven)     |
| Rebounds        | 20   | Edward Seward (Cuxhaven)       |
| Dreier          | 9    | Nikita Khartchenkov (Chemnitz) |
| Zweier          | 13   | Frank Bennett (Cuxhaven)       |
| Assists         | 15   | Japhet McNeil (Heidelberg)     |
| Ballgewinne     | 8    | Dustin Pfeifer (Chemnitz)      |
| Geblockte Würfe | 6    | Jordan Sabourin (Bremen)       |
| Effektivität    | 46   | Adam Baumann (Kirchheim)       |

## Tabelle
|  | = Aufstiegsplätze |
|  | = Abstiegsplätze  |

| #  | Team                  | Siege | Niederlagen | Punkte | Körbe     |
| -- | --------------------- | ----- | ----------- | ------ | --------- |
| 1  | Mitteldeutscher BC    | 26    | 4           | 52:8   | 2499:2142 |
| 2  | Phoenix Hagen         | 24    | 6           | 48:12  | 2793:2349 |
| 3  | BBC Bayreuth          | 24    | 6           | 48:12  | 2490:2094 |
| 4  | BG Karlsruhe          | 19    | 11          | 38:22  | 2367:2309 |
| 5  | VfL Kirchheim Knights | 18    | 12          | 36:24  | 2505:2503 |
| 6  | Science City Jena     | 18    | 12          | 32:24  | 2368:2305 |
| 7  | BV Chemnitz 99        | 15    | 15          | 30:30  | 2518:2522 |
| 8  | FC Bayern München     | 14    | 16          | 28:32  | 2450:2502 |
| 9  | teckpro Braves        | 13    | 17          | 26:34  | 2430:2456 |
| 10 | Bremen Roosters       | 12    | 18          | 24:36  | 2232:2353 |
| 11 | USC Heidelberg        | 12    | 18          | 24:36  | 2577:2745 |
| 12 | Cuxhaven BasCats      | 11    | 19          | 22:38  | 2422:2519 |
| 13 | ETB Wohnbau Baskets   | 10    | 20          | 20:40  | 2329:2398 |
| 14 | TV 1862 Langen        | 10    | 20          | 20:40  | 2336:2493 |
| 15 | FC Schalke 04         | 7     | 23          | 14:46  | 2375:2551 |
| 16 | LTi Lich              | 7     | 23          | 14:46  | 2205:2655 |

Science City Jena war Absteiger aus der Basketball-Bundesliga; VfL Kirchheim Knights und ETB Wohnbau Baskets waren Aufsteiger aus der Pro B.

## Durchschnittliche Zuschauerzahlen
| Stadt      | Besucher | Kapazität | Auslastung | Vorjahr | Entwicklung |
| ---------- | -------- | --------- | ---------- | ------- | ----------- |
| Bayreuth   | 2.402    | 4.000     | 60,1 %     | 1.473   | +63,1 %     |
| Bremen     | 618      | 3.000     | 20,6 %     | 677     | −8,7 %      |
| Chemnitz   | 1.607    | 2.600     | 61,8 %     | 1.521   | +55,7 %     |
| Cuxhaven   | 1.092    | 1.250     | 87,4 %     | 1.201   | −9,1 %      |
| Essen      | 1.688    | 3.000     | 56,3 %     | 1.809   | −6,7 %      |
| Hagen      | 1.780    | 1.690     | 105,3 %    | 1.639   | +8,6 %      |
| Heidelberg | 720      | 1.800     | 40,0 %     | 664     | +16,1 %     |
| Homburg    | 727      | 3.000     | 24,3 %     | 885     | −17,9 %     |
| Jena       | 1.190    | 3.000     | 39,6 %     | 2.266   | −52,4 %     |
| Karlsruhe  | 1.323    | 4.750     | 27,9 %     | 1.262   | +4,9 %      |
| Kirchheim  | 1.073    | 1.200     | 95,8 %     | 1.120   | −4,2 %      |
| Langen     | 500      | 1.100     | 45,5 %     | 563     | −11,2 %     |
| Lich       | 493      | 1.450     | 34,0 %     | 647     | −23,8 %     |
| München    | 880      | 1.500     | 58,6 %     | RL      | 0,0 %       |
| Schalke    | 413      | 1.100     | 37,5 %     | 440     | −6,1 %      |
| Weißenfels | 2.240    | 3.000     | 74,6 %     | 1.860   | +20,4 %     |
| Gesamt     | 1.172    | 2.340     | 50,1 %     | 1.042   | +12,4 %     |

Höchste Zuschauerzahl bei einem Spiel: 4.275 (Bayreuth)

## Führende der Mannschaftsstatistiken
- Defensiv beste Mannschaft: BBC Bayreuth (2094 Punkte, ⌀ 69,8 pro Spiel)
- Defensiv schlechteste Mannschaft: USC Heidelberg (2745 Punkte, ⌀ 91,5 pro Spiel)

- Offensiv beste Mannschaft: Phoenix Hagen (2793 Punkte, ⌀ 93,1 pro Spiel)
- Offensiv schlechteste Mannschaft: LTi Lich (2205 Punkte, ⌀ 73,5 pro Spiel)

## Führende der Spielerstatistiken
| Kategorie                | Spieler          | Team       | Wert |
| ------------------------ | ---------------- | ---------- | ---- |
| Punkte pro Spiel         | Johannes Lischka | Lich       | 23,7 |
| Rebounds pro Spiel       | Edward Seward    | Cuxhaven   | 10,4 |
| Assists pro Spiel        | Japhet McNeil    | Heidelberg | 7,9  |
| Steals pro Spiel         | Japhet McNeil    | Heidelberg | 3,5  |
| Blocks pro Spiel         | Ethan Shaw       | Essen      | 1,7  |
| Dreipunktewurf pro Spiel | Melvin Hall      | Schalke    | 3,2  |

## Ehrungen 2008/09

### Spieler des Monats
- Oktober: Kyle Jeffers (C, , TV 1862 Langen)
- November: Adam Baumann (PF, , Kirchheim Knights)
- Dezember: Japhet McNeil (PG, , USC Heidelberg)
- Januar: Wayne Bernard (PG, , Mitteldeutscher BC)
- Februar: Bernd Kruel (C, , Phoenix Hagen)
- März: Oliver Komarek (PF, , USC Heidelberg)

### Youngster des Monats
- Oktober: Ziyed Chennoufi (SF, , Kirchheim Knights)
- November: Robin Benzing (SF, , TV Langen)
- Dezember: Philipp Heyden (C, , Kirchheim Knights)
- Januar: Nikita Khartchenkov (SF, , BV Chemnitz 99)
- Februar: Dima Rastatter (SF, , BG Karlsruhe)
- März: Philipp Heyden (C, , Kirchheim Knights)

### Auszeichnungen 2009
- Spieler des Jahres: Wayne Bernard (SG, , Mitteldeutscher BC)
- Youngster des Jahres: Johannes Lischka (SF, , LTi Lich)
- Trainer des Jahres: Björn Harmsen (, Mitteldeutscher BC)
- Schiedsrichter des Jahres: Horst Pelzer (Ennepetal)